# Carlo Tessarini

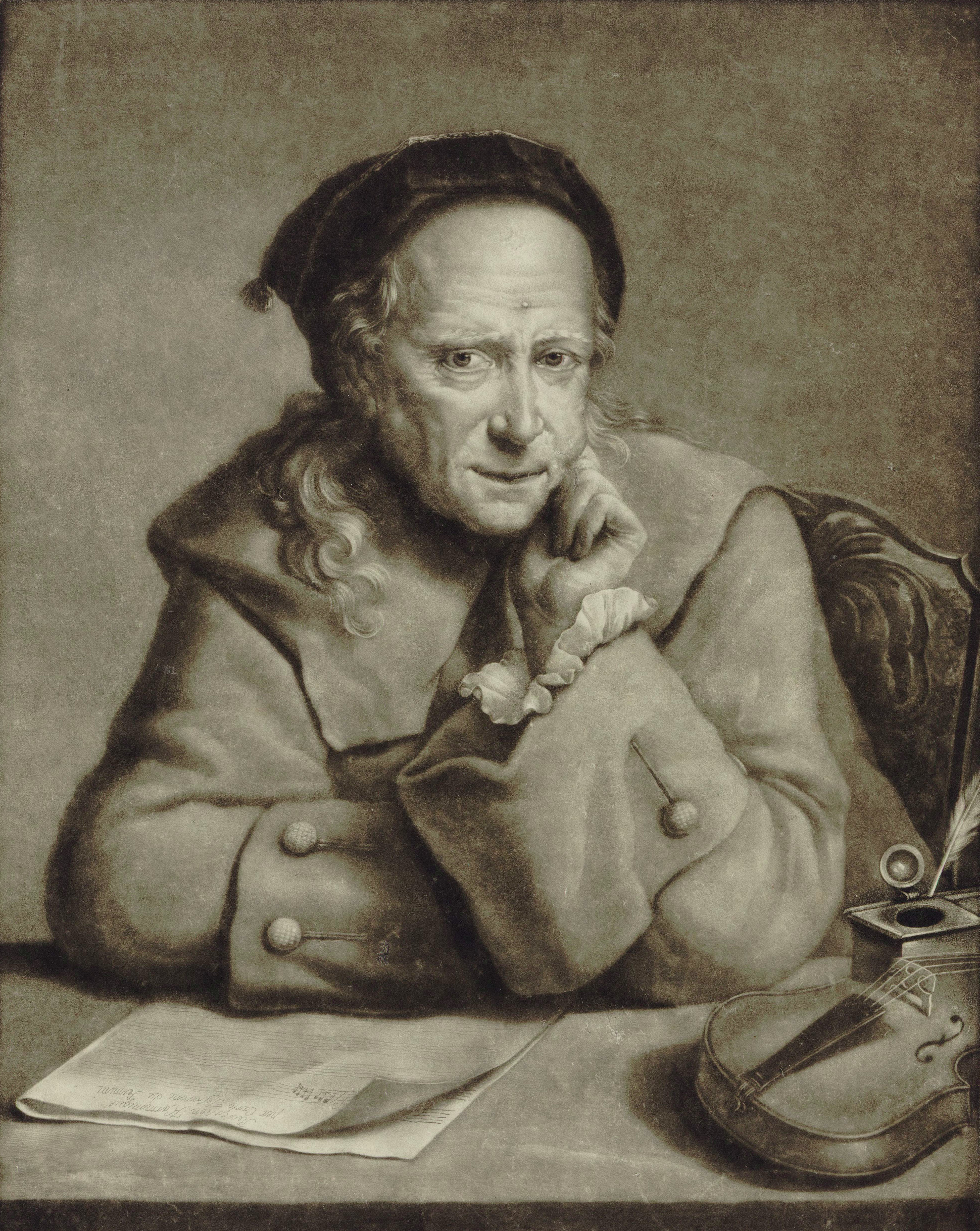
Carlo Tessarini

Carlo Tessarini (* um 1690 in Rimini; † nach dem 15. Dezember 1766 in Amsterdam) war ein italienischer Violinist und Komponist des Spätbarock.

## Leben
Carlo Tessarini stammte aus einer Familie von Seefahrern. Von seiner Kindheit und seinen Studien ist wenig bekannt, einige Quellen vermuten, dass er seine musikalische Ausbildung im venezianischen Umfeld, eventuell als Schüler von Antonio Vivaldi, erhielt. Erstmals Erwähnung fand Carlo Tessarini als Violinist am Markusdom. Bis 1731 war er Musikdirektor ("maestro dei concerti") des „Ospedale del Derelitti“, einem der vier Waisenhäuser Venedigs; hier komponierte er seine Concerto à cinque op. 1. 1731 erhielt er eine Anstellung in der „capella musicale“ der Kathedrale von Urbino, die er bis 1743 innehatte, obwohl er zwischenzeitlich von 1730 bis 1737 Kapellmeister des Kardinals Schrattenbach in Brünn war. 1740 übernahm Tessarini die Leitung eines Theaterorchesters in Rom, die er nach dem Tode von Papst Clemens XII. aufgeben musste.
Nach 1747 weilte Tessarini in Rom und Neapel, später in Ländern nördlich der Alpen. Seine Konzertreisen führten ihn nach Paris, Brüssel, Nijmegen, Groningen und Frankfurt am Main. Ab 1766 verlieren sich seine Spuren in Arnheim. Carlo Tessarini war nicht nur ein in weiten Teilen Europas bekannter Violinist, sondern auch ein gefeierter Komponist, wie zahlreiche Presseartikel aus seiner Zeit belegen. Er schrieb Melodramen, Sonaten für Violine, Konzerte für ein oder mehrere Instrumente und Sinfonien.

## Werk
Tessarini begann relativ spät mit der Veröffentlichung seiner Kompositionen, deshalb ist ihm einiges nicht zweifelsfrei zuzuordnen. Seine späteren Werke zeigen deutlich eine Zuwendung zum galanten Stil. Als Musiktheoretiker veröffentlichte er wichtige Anleitungen zu Rhythmen, zur Lehre der Verzierungen, zur Ausführung von Kadenzen und zum Erlernen des Violinspiels.
- op. 1: 12 Sonate a violino e basso (Venedig, 1729)
- op. 2: Il Maestro e Discepolo, Divertimenti da Camera a due violini (Urbino, 1740)
- op. 3: Allettamenti da camera a violino solo e violoncello (Rom, 1740)
- Traktat Gramatica di musica. Insegna il modo facile e breve per bene impre di sonare il violino ... (Rom, 1741)
- op. 4: 6 Trattimenti a violino e basso (Rom, 1742)
- op. 5: 5 Sonata a tre da camera con due violini e basso continuo (Paris, 1743)
- op. 6: 6 trio a due violini e basso (Paris, 1744)
- op. 7: 6 Sinfonie a due violini e basso (Paris, 1744)
- 12 Concerti à 5 con violino obligato (Paris, 1745)
- op. 8: 6 Sonate a violini solo e basso (Paris, 1747)
- op. 9: 6 Sonate da camera e chiesa a due violini e basso con pastorella (Paris, 1747)
- Traktat Nouvelle méthode pour apprendre par théorie dans un mois de temps à jouer le violon, divisé en trois classes, avec des leçons à deux violons par gradation (Lüttich, 1750)
- op. 10: Contrasto armonico a tre violini e basso con sui rinforzi (Paris, 1753)
- op. 14: 6 sonate a violino ò flauto traversière e cembalo (Paris, 1748)
- op. 15: Trattimento musicale sei duetti a due violini o pardesus de viole cenza basso (Paris, 1750)
- op. 16:  6 Sonate a violino solo, violoncello e cimbalo (Paris, 1753)
- op. 19: Grandes Ouvertures (Paris)
- op. 20: Grandes Sinfonies (Paris)
- L’Arte di nuova modulacione. Capricio musicale a VII partie (Paris, 1762)
- Pantomime a due violini o sia pardesus de viola o due violoncelli (Paris, 1763)